# Jaskinia Łokietka
Jaskinia Łokietka lub Grota Łokietka (dawniej znana między innymi jako Grota Królewska) – jaskinia krasowa o rozwinięciu poziomym w Dolinie Sąspowskiej w północno-zachodnim zboczu Chełmowej Góry w obrębie Ojcowskiego Parku Narodowego, udostępniona dla ruchu turystycznego.
Z jaskinią wiąże się legenda o Władysławie Łokietku, który schronił się w niej na okres około 6 tygodni po ucieczce z Krakowa przed wojskami czeskiego króla Wacława II. Życie uratował mu pająk, który zasłonił otwór jaskini pajęczyną, wprowadzając w błąd pościg. Pamiątką po tym wydarzeniu są nazwy jaskini oraz poszczególnych jej komór, a także brama w kształcie pajęczej sieci, zamykająca wejście.
Do wejścia prowadzi wąska szczelina skalna o długości 20 metrów (pozostałość korytarza, którego strop zawalił się). Korytarz zwany Głównym prowadzi do Sali Rycerskiej o wymiarach 25 × 10 metrów, z którego wychodzą dwa korytarze: schodami w dół do tak zwanej Sypialni (sztucznie przebity w roku 1974 przez górników Antoniego Jaźwińskiego, Antoniego Kaziróda i Stefana Czerniaka z Zakładów Górniczo-Hutniczych „Bolesław” w Bukownie koło Olkusza) oraz tak zwanej Kuchni, sali znajdującej się blisko powierzchni ziemi (ze stropu zwisają korzenie drzew). Sypialnia jest największą salą jaskini o wymiarach 20 × 30 metrów. Szata naciekowa Jaskini Łokietka jest uboga, zachowała się tylko w niedostępnych miejscach. Łączna długość korytarzy i komór wynosi około 270 metrów, temperatura wynosi 7–8 °C.
Jaskinia ta była znana od dawna. Pierwsze wzmianki pochodzą z końca XVII wieku, gdy nosiła nazwę Spelunca Regia (Jaskinia Królewska). Od końca XVIII wieku stanowiła atrakcję turystyczną, zwiedzano ją, wraz z sąsiednią Jaskinią Ciemną, w czasie odwiedzin popularnego wówczas Ojcowa. W 1927 uznana za zabytek.
Jaskinia Łokietka przystosowana jest do obsługi masowego ruchu turystycznego. Istnieją ułatwienia w postaci drewnianych schodów, oświetlenia elektrycznego (od 1987). Rocznie zwiedza ją ponad 90 tysięcy osób.

## Galeria

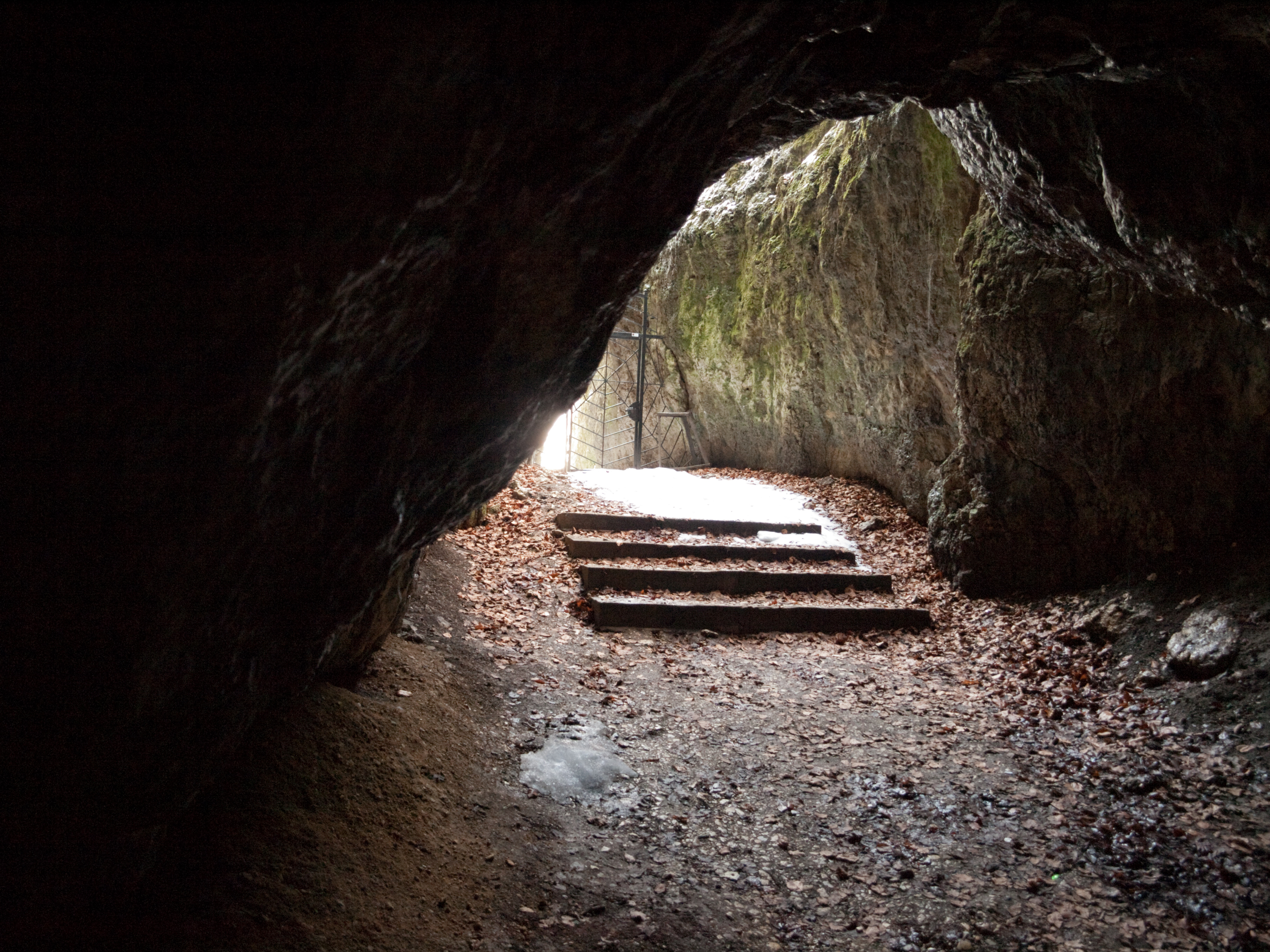
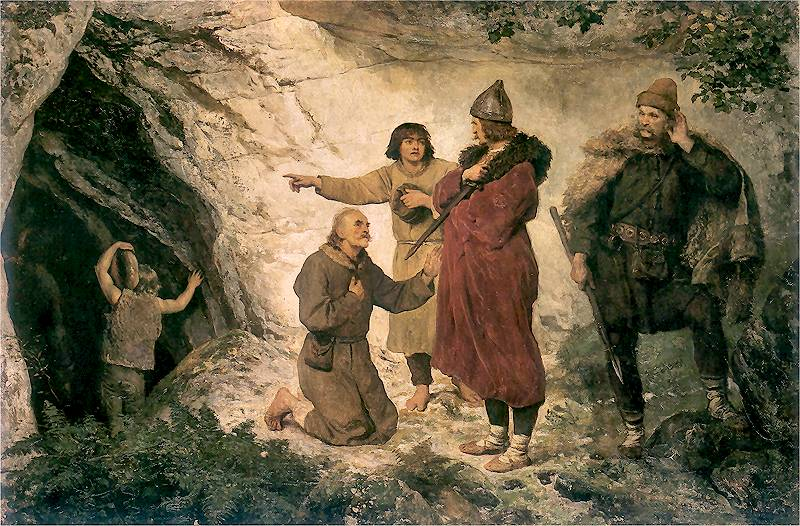
Łokietek pod Ojcowem, Wojciech Gerson
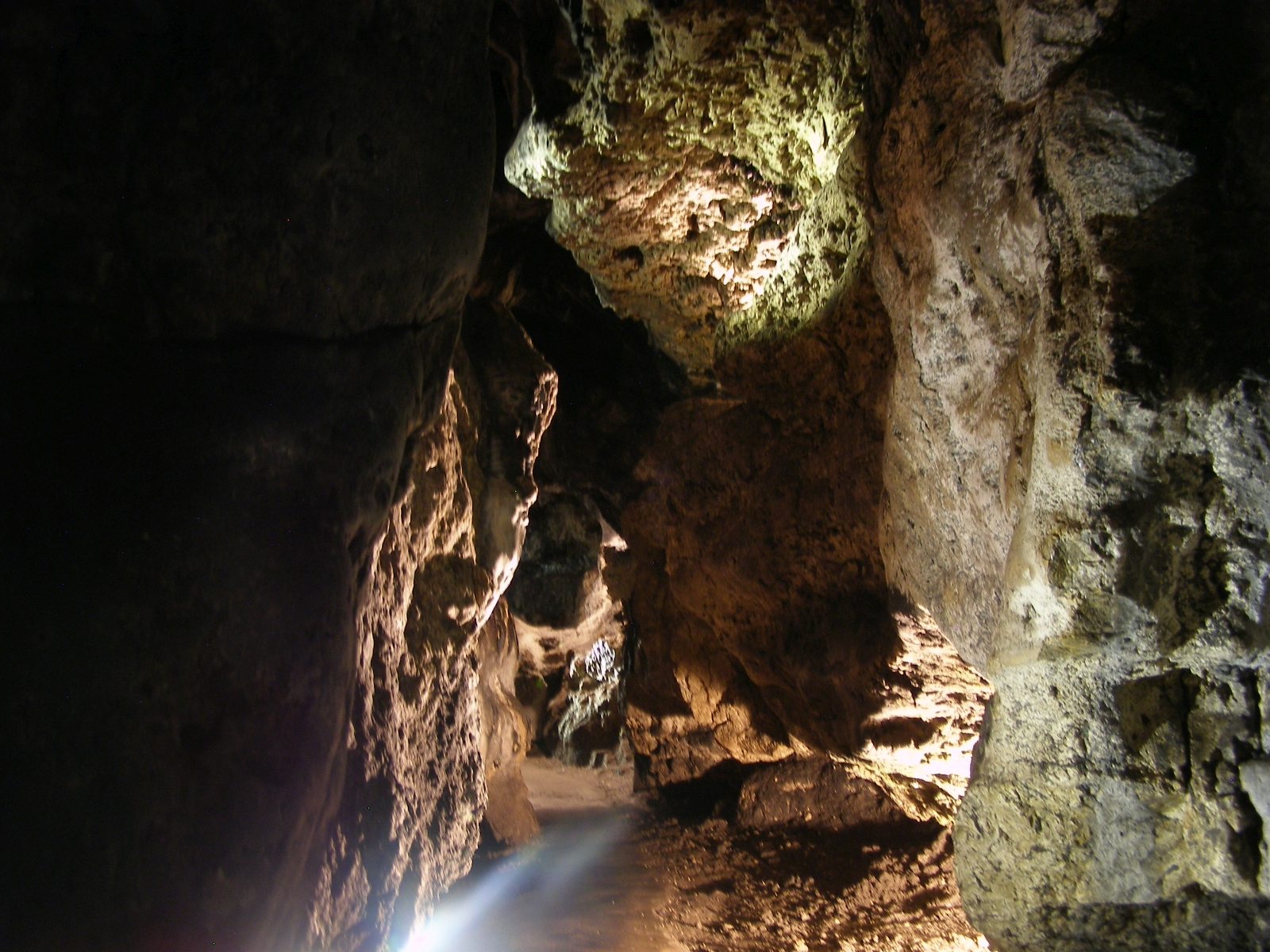
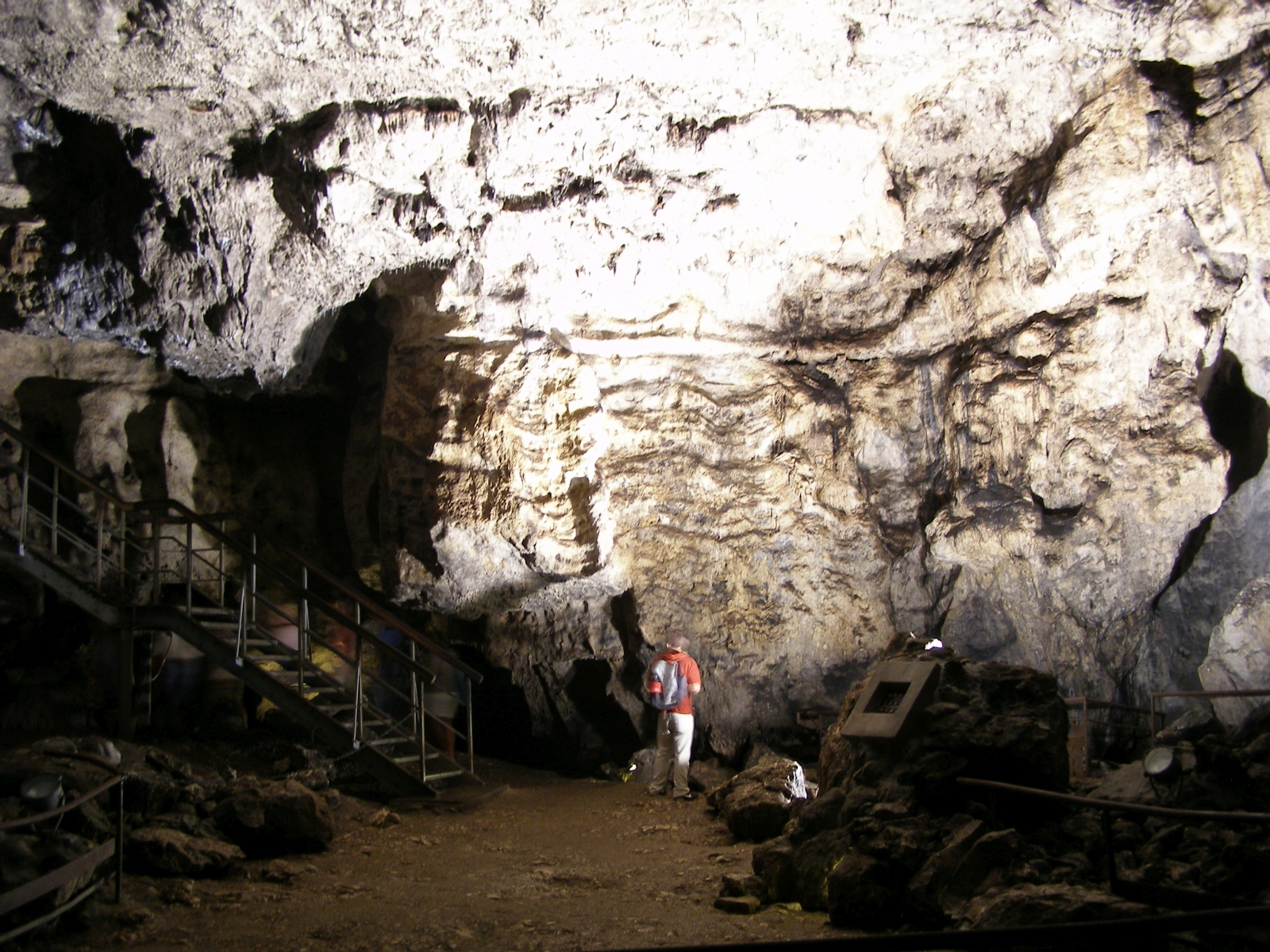